# Galium sinaicum
Galium sinaicum là một loài thực vật có hoa trong họ Thiến thảo. Loài này được (Delile ex Decne.) Boiss. mô tả khoa học đầu tiên năm 1875.